# タンデムローター
タンデムローターとは、ヘリコプターにおいてカウンタートルクを打ち消す方式の1つで、ローターが前後に2つ配置されている方式。 

## 概要
多くのヘリコプターでは、機体中心部付近に大きなメインローター（回転軸は垂直）を、機体後部へと伸びたブームの先端に小さなテイルローター（回転軸は水平左右向き）を設ける方式を採用しており、メインローターによるトルクをテイルローターの推力で打ち消して、機体の回転を防いでいる（シングルローター式）。これに対して、機体上部に2つのメインローターを前後に並べて設置し（回転軸はどちらも垂直）、互いに逆回転させることでトルクを打ち消すのがタンデムローター式である。
利点としては、ヘリコプターにおいて最も強度上の負荷が大きいローター駆動関係の機構が二分されるために、シングルローター式よりも大型化が容易であるということがある。またローター直径を小さくできるほか、重量物の搭載などに当たって重心位置の移動の許容範囲が広く、収容能力が高いうえに、シングルローター式のような垂直面の回転翼がないためにキャビン後部にハッチを設けることも可能となった。また操縦においても、縦操縦の安定性が高いことのほか、風向きによる影響をあまり受けないという特性もある。しかし、特定の飛行速度で一方のローターが他方を後流に巻き込んでバランスを損なう恐れがあり、これを避けるために後方ローターを前方ローターよりかなり高い位置に配置しなければならない。

## 採用機
タンデムローター式のパイオニアがフランク・パイアセッキで、彼が創業したパイアセッキ・ヘリコプターは、1945年3月7日に世界初のタンデムローター式ヘリコプターであるPV-3の初飛行を成功させた。
 アメリカ合衆国
- パイアセッキ HRP - PV-3のアメリカ海軍・海兵隊仕様
- パイアセッキ HUP/H-25
- パイアセッキ H-21
- パイアセッキ H-16
- バートル HRB/CH-46
- ボーイング・バートル CH-47

 イギリス
- ブリストル ベルヴェデア

 ソビエト連邦
- ヤコヴレフ Yak-24